# Windey
Zhejiang Windey Company Limited — китайская компания, которая разрабатывает и производит ветрогенераторы и запасные части к ним, а также строит, обслуживает и эксплуатирует ветряные электростанции. Windey входит в десятку крупнейших производителей ветряных турбин в мире и занимает 4-е место в Китае (после Goldwind, Envision и Mingyang).

## История
В 2001 году на базе Исследовательского центра ветроэнергетики при Чжэцзянском институте машиностроения и электротехники была учреждена компания Zhejiang Windey Wind Power, которая в 2010 году была переименована в Zhejiang Windey Company.

## Деятельность
Штаб-квартира и главный научно-исследовательский центр Windey расположены в Ханчжоу, заводы — в Ханчжоу, Чжанбэе (Хэбэй) и Учжуне (Нинся). По итогам 2022 года основные продажи Windey пришлись на ветряное энергетическое оборудование и услуги по его обслуживанию (98,8 %), остальное — на строительство ветряных электростанций и генерацию ветряной электроэнергии. Крупнейшим рынком сбыта компании был материковый Китай (98,4 %).

## Акционеры
Основными акционерами Zhejiang Windey Company являются Zhejiang SASAC (41,08 %), Pacific Asset Management (2,4 %), China SASAC (1,73 %), China Life Asset Management (0,63 %), Founder Securities Co. (0,52 %) и Вэй Гохуа (0,47 %).